# Saint Bernard
Saint Bernard es un municipio filipino de la provincia de Leyte del Sur. Según el censo de 2000, tiene 23,089 habitantes en 4,746 casas.
El 17 de febrero de 2006 un trágico serie de avalanchas mató a hasta 200 residentes; 1500 personas todavía están desaparecidos.

## Barangayes
Saint Bernard se divide administrativamente en 30 barangayes.
| - Atuyan - Ayahag - Bantawon - Bolodbolod - Nueva Esperanza (Cabac-an) - Cabagawan - Carnaga - Catmon - Guinsaugón - Himatagon (Población) - Himbangan - Himos-onan - Hindag-an - Kauswagan - Panglao - Libas | - Lipanto - Magatas - Magbagacay - Mahayag - Mahayahay - Malibago - Malinao - Panian - San Isidro - Santa Cruz - Sug-angon - Tabontabon - Tambis I - Tambis II - Hinabian |